# Сибторп, Хамфри
Хамфри Уолдо Сибторп (1713—1797) — английский ботаник.
После смерти И. Диллениуса в 1747 г. и до 1783 г., занимал должность Шерардианского профессора ботаники в Оксфордском университете.
Приступил к составлению каталога растений ботанического сада университета, Catalogus Plantarum Horti Botanici Oxoniensis. Его младший сын — известный ботаник Джон Сибторп (1758—1796), продолжавший Catalogus Plantarum.
Почетный член Петербургской академии наук c 18.12.1753. Род растений Sibthorpia L. Sp. Pl. 2: 631. (1753) назван в его честь.

## Труды
- Humphry Waldo Sibthorp, Catalogus Plantarum Horti Botanici Oxoniensis.